# Saracura-de-asa-vermelha
Saracura-de-asa-vermelha ou frango-d'água-d'asa-ruiva (Aramides calopterus) é uma espécie de ave da família Rallidae.
Pode ser encontrada nos seguintes países: Brasil, Equador e Peru.
Os seus habitats naturais são: florestas subtropicais ou tropicais húmidas de baixa altitude e rios.